# Maxwell Fry
Maxwell Fry, född den 2 augusti 1899 i Wallasey, Cheshire, England, död den 3 september 1987 i Cotherstone, Durham County, var en engelsk modernistisk arkitekt och stadsplanerare, känd för sina byggnader i Storbritannien, Afrika och Indien.

## Biografi
Fry var son till en företagare och byggherre, och utbildade sig först vid Liverpool Institute Hign School. Efter militär tjänstgöring under första världskriget kunde 1920 han för sin ersättning som krigsveteran fortsätta sin utbildning vid Liverpool University School of Architecture, där han studerade ”suave neo-Georgian classism” under professor Charles Reilly.
Efter sin examen 1923 arbetade han en kort tid i New York innan han återvände till England och anslöt sig till Thomas  Adams och Longstreth Thompson, specialister på stadsplanering. Han blev sedan chef för arkitektavdelningen hos Southern Railway där han 1924 – 36 svarade för den nyklassistiska utformningen av järnvägsstationerna i Margate, Ramsgate och Dumpton Park. Han återvände 1930 till Adams och Thompson, som delägare i arkitektbyrån.
Fry var en av funktionalismens pionjärer i England och arbetade tillsammans med Walter Gropius 1934 – 36 och uppförde privathus och bostadskomplex i London och dess omgivningar. Under åren 1937 – 42 var han engagerad i MARS-gruppen som arbetade med planering för renoveringen av efterkrigstidens London.
Under andra världskriget tjänstgjorde han inom Royal Engeneers och avgick därifrån med majors grad. Under efterkrigstiden hade han betydande uppdrag i bl. a. Nigeria, Ghana och Indien.
Fry var också målare, författare och poet, och hade bland sina vänner samtida konstnärer som Henry Moore, Barbara Hepworth, Ben och Winifred Nicholson, Victor Pasmore och Eduardo Paolozzi, och författaren Richard Hughes. 
Efter sin pensionering 1973 flyttade Fry och hans fru från London till en stuga i Cotherstone, Durham County, där han dog 1987 vid en ålder av 88 år.

## Lista över arbeten

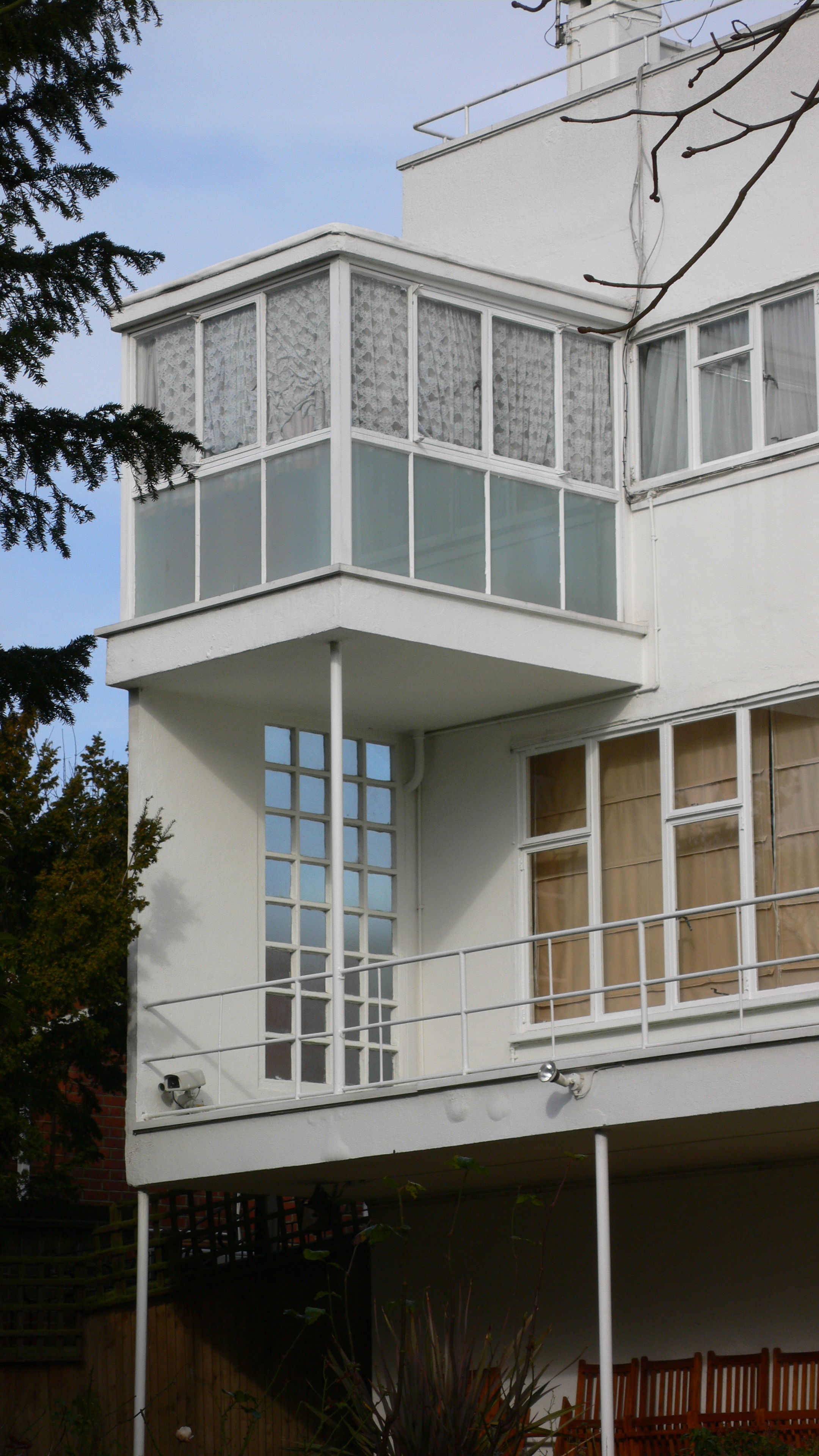
The Sun House, Hampstead, London

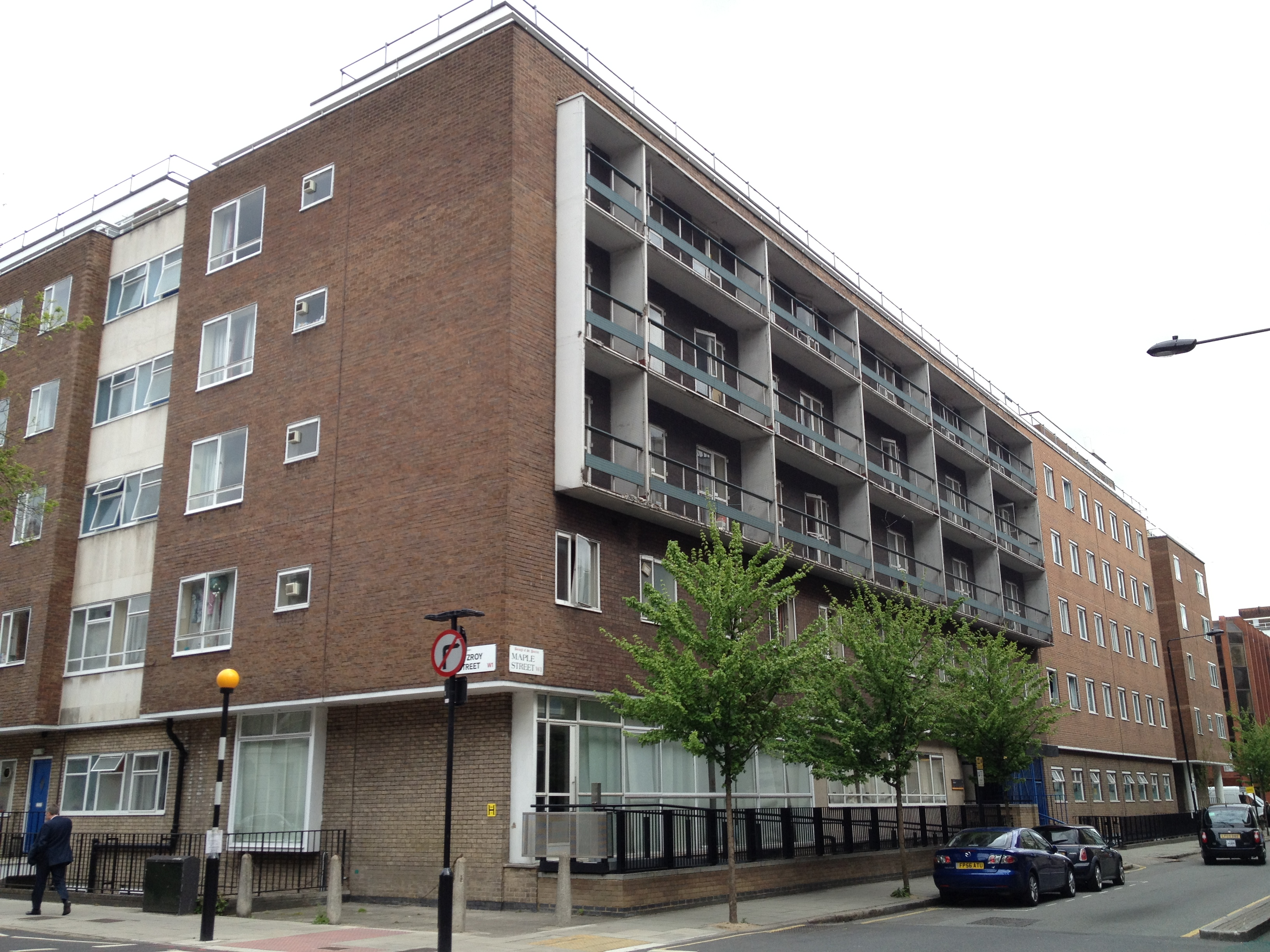
Ramsay Hall, London

- 1923–1940 många hus och lägenheter inklusive Ridge End vid Wentworth Estate, Surrey och Club House i Sittingbourne, Kent.
- 1924–1926 järnvägsstationer i Margate och Ramsgate, Kent.
- 1933-1934 Sassoon House (arbetarbostäder), St. Mary's Road, Peckham, South-East London, Frys första byggnad i förspänd betong,[1] tillsammans med Elizabeth Denby[2]
- 1935 Lägenheter på St. Leonard's Hill, Windsor (tillsammans med Walter Gropius)
- 1935 The Sun House, 9 Frognal Way, Frognal, Hampstead, London
- 1936 Levy House, 66 Old Church Street, Chelsea, London (tillsammans med Gropius)
- 1936 Hus vid Chipperfield Common, Hertfordshire
- 1936 Miramonte, hus i Coombe, New Malden, Kingston, Surrey
- 1937 Kensal House, Ladbroke Grove, Kensington, London, tillsammans med Elizabeth Denby[2]
- 1938 Utställningslokaler för Central London Electricity, Regent Street, London
- 1938 Village College, Histon (tillsammans med Gropius)
- 1938 Lägenheter på 65 Ladbroke Grove, London
- 1939 Impington Village College, Cambridge (tillsammans med Gropius)
- 1949–1960 University of Ibadan, Nigeria
- 1950 St. Francis College, Ho Hoe, Togoland
- 1951 Arbeten för Festival of Britain
- 1951 Adisadel College, Ghana
- 1951–1954 Bostäder i Chandigarh, Punjab, Indien
- 1951–1954 Ramsay Hall, London
- 1952 Passfield House och andra lägenheter Lewisham, sydöstra London
- 1953 Skola i Mawuli, Ghana
- 1954 Skola och college i Aburi, Ghana
- 1955–1958 Utformning av Usk Street Housing Estate i Bethnal Green, London (tillsammans med Denys Lasdun)
- 1956 Co-operative Bank i Ibadan, Nigeria
- 1958 Teacher Training College i Wudil, Nigeria
- 1958 Oriental Insurance Building, Calcutta, Indien
- 1959 Skolor i Lagos, Nigeria
- 1960 Pilkington Bros., kontor och social housing, St. Helens, Lancashire
- 1960 Kontor för BP i Lagos, Nigeria
- 1960 Kontorshus för Dow Agrochemicals Ltd., King's Lynn, Norfolk
- 1970 Krematorium vid Coychurch, Mid-Glamorgan[3]